# Carcharhinus sealei
Carcharhinus sealei – gatunek drapieżnej ryby chrzęstoszkieletowej z rodziny żarłaczowatych (Carcharhinidae). Zamieszkuje tropikalne wody przybrzeżne na wschodzie Oceanu Indyjskiego oraz na południowym zachodzie Pacyfiku. Preferuje wody wzdłuż górnych półek szelfów kontynentalnych i wyspowych, nie przekraczające 40 metrów głębokości. Posiada wydłużony wrzecionowaty korpus oraz stosunkowo wąską głowę o tępo zakończonym pysku z małym V-kształtnym otworem gębowym. Grzbiet rekina przybiera różną barwę, od jasnoszarej po ciemnobrązową. Spód i boki są nieco jaśniejsze, barwy srebrnej lub białej. Charakterystyczną cechą dla tego gatunku jest czarna plamka na drugiej płetwie grzbietowej.
Podobnie jak inne żarłaczowate jest żyworodny. Po trwającej 9 miesięcy ciąży samice rodzą od 1 do 2 młodych, mierzących 32–37 cm długości. Dorosłe osobniki osiągają 85–90 cm długości i dożywają 5 lat lub więcej. Dieta składa się głównie z małych ryb kostnoszkieletowych, rzadziej głowonogów lub skorupiaków. Wśród pasożytów tego gatunku wyróżnia się widłonogi oraz tasiemce z rzędu Trypanorhyncha. Z powodu intensywnych połowów oraz z uwagi na możliwość przełowienia Międzynarodowa Unia Ochrony Przyrody (IUCN) uznała C. sealei za gatunek bliski zagrożenia.

## Taksonomia
Gatunek ten został po raz pierwszy opisany w 1910 roku przez amerykańskiego zoologa Alvina Seale'a jako Carcharias borneensis. Nazwy tej użył jednak już wcześniej Pieter Bleeker w 1858 roku do opisania C. borneensis, dlatego też austriacki ichtiolog Viktor Pietschmann dokonał powtórnego opisu w 1913 roku, nadając epitet gatunkowy sealei, honorujący autora pierwszego opisu. Holotypem był osobnik wyłowiony w pobliżu malezyjskiego miasta Sandakan, skatalogowany pod numerem BSMP 2720 w zbiorach malezyjskiego Departamentu Rolnictwa. Okaz ten, wraz z wieloma innymi, został zniszczony podczas Bitwy o Manilę w 1945 roku. W 2012 roku William White dokonując redyskrypcji C. sealei, wyznaczył neotyp gatunku – CSIRO H 4919–04 (młody samiec mierzący 37,3 cm, pozyskany w 1996 roku przez Petera Lasta z rynku rybackiego w Sandakan).
Niekiedy za synonim C. sealei podaje się Carcharhinus menisorrah, uważany również za synonim żarłacza jedwabistego (C. falciformis) i żarłacza rafowego (C. amblyrhynchos). Spowodowane jest to tym, że osobniki opisywane dawniej jako C. menisorrah w rzeczywistości były przedstawicielami kilku różnych gatunków.

## Filogenetyka
W pracy dotyczącej badań filogenetycznych żarłaczowatych na podstawie cech morfologicznych, opublikowanej w 1982 roku, Jack Garrick uznał, że C. sealei jest najbliżej spokrewniony z C. dussumieri i C. acronotus. W 1988 roku Leonard Compagno, opierając się na badaniach fenetycznych, umieścił go w grupie wraz z C. porosus, C. sorrah, C. fitzroyensis, C. dussumieri, C. borneensis, C. macloti i C. hemiodon. Analiza filogenetyczna na podstawie danych allozymowych, opublikowanych przez Gavina Naylora w 1992 roku, wskazuje, że gatunek ten tworzy klad z C. porosus, siostrzany dla C. limbatus. Z badań molekularnych czterech loci mitochondrialnych (COI, NADH-2, CytB, 16S RNA) oraz jednego locus jądrowego (Rag-1) przeprowadzonych w 2011 roku przez Ximenę Velez-Zuazo wynika, że C. sealei jest najbliżej spokrewniony z C. dussumieri.
Badania przeprowadzone przez Naylora i innych w 2012 roku wskazały, że populacja zamieszkująca wybrzeża północnej Australii wykazuje różnice wystarczające do uznania jej za osobny gatunek. Po potwierdzeniu tego założenia William White wskrzesił C. coatesi. Ponadto późniejsze badania przyczyniły się do opisania kolejnego gatunku z "podgrupy sealei" – C. humani, który występuje na wschodzie Oceanu Indyjskiego. Gatunki te (wraz z C. dussumieri i C. tjutjot) są jednymi z bardziej bazalnych spośród przedstawicieli rodzaju Carcharhinus i zajmują pośrednią pozycję na drzewie ewolucyjnym żarłaczowatych.

## Występowanie i środowisko
Rekin ten zamieszkuje tropikalne wody przybrzeżne na wschodzie Oceanu Indyjskiego oraz na południowym zachodzie Pacyfiku. Spotykany jest w wodach Zatoki Tajlandzkiej, Morza Jawajskiego, Morza Celebes, Morza Sulu i Cieśniny Makasarskiej, u wybrzeży Kambodży, Wietnamu, Tajlandii, Malezji, Filipin, Indonezji, w wodach wokół Sumatry, Celebes, Jawy, Borneo, Panay, Negros i Luzon. Compagno podał również południowo-wschodnie wybrzeża Afryki, wody wokół Madagaskaru i Sri Lanki oraz południowe wybrzeża Chin jako miejsce występowania tego rekina, lecz dane zostały uznane za niepewne, gdyż mogą dotyczyć blisko spokrewnionego C. humani, a nie C. sealei.
Drapieżnik ten preferuje wody wzdłuż górnych półek szelfów kontynentalnych i wyspowych, nie przekraczające 40 metrów głębokości. Sporadycznie spotykany jest głębiej. Rzadko występuje w pobliżu ujść rzek oraz estuariów. Może to wskazywać na nietolerancję wód o niskim zasoleniu.

## Cechy morfologiczne
Rekin ten posiada wydłużony wrzecionowaty korpus oraz stosunkowo wąską głowę o tępo zakończonym pysku z małym V-kształtnym otworem gębowym. W szczękach mieści się kilka rzędów małych zębów – pierwszy z nich ułożony jest pionowo, a każdy kolejny coraz bardziej pochylony ku tyłowi. W razie utraty któregoś z zębów na jego miejsce przesuwa się następny z kolejnego rzędu. Górne zęby są dużo większe od dolnych. Krawędzie u szczytu blaszki górnych zębów są ostre i gładkie. Dośrodkowa dolna krawędź jest lekko ząbkowana, na odśrodkowej stronie mieszczą się duże regularne ostre wyrostki. Dolne zęby są niskie i posiadają stosunkowo szeroką podstawę. Blaszka zęba jest mała i posiada gładkie krawędzie. W szczęce mieści się 24–28 zębów, a w żuchwie od 22 do 27. Osadzone po bokach spodniej strony pyska nozdrza są stosunkowo duże i posiadają małe księżycowate fałdy skórne. Duże okrągłe oczy wyposażone są w fałdy półksiężycowate spojówek (ochraniające migotkę). Źrenice są duże i okrągłe. Po bokach głowy mieści się pięć małych równych szczelin skrzelowych. Na spodzie pyska rekin posiada liczne elektroreceptory zwane ampułkami Lorenziniego.
Dość duża płetwa grzbietowa ma kształt lekko zakrzywionego ku tyłowi sierpa i wolną długą końcówkę na dole dystalnej krawędzi. Druga niska trójkątna płetwa grzbietowa jest kilkukrotnie mniejsza od pierwszej. Umiejscowiona jest tuż nad płetwą odbytową. Pomiędzy płetwami grzbietowymi występuje delikatny łuk (interdorsal ridge). Płetwy piersiowe są większe i szersze od pierwszej płetwy grzbietowej i posiadają nieznacznie wygiętą ku tyłowi dystalną krawędź. Ulokowane są tuż za piątą parą szczelin skrzelowych.
Małe płetwy brzuszne posiadają prostą dystalną krawędź. U samca z wewnętrznej, tylnej części płetw brzusznych wykształcił się narząd kopulacyjny zwany pterygopodium. Płetwa odbytowa jest nieco większa od drugiej płetwy grzbietowej. Posiada zaokrąglony sierpowaty wierzchołek oraz zagiętą dystalną krawędź, która zakończona jest długą wolną końcówką. Na końcu ogona mieści się proporcjonalnie mała heterocerkiczna płetwa ogonowa. Na końcu jej górnego płata mieści się trójkątny fałd skórny, poprzedzony wyraźnym wcięciem. Gatunek ten posiada 146–163 kręgów.
Skórę rekina pokrywają romboidalne połyskujące łuski plakoidalne. Grzbiet rekina przybiera różną barwę, od jasnoszarej po ciemnobrązową. Spód i boki są nieco jaśniejsze, barwy srebrnej lub białej. Głowa oraz proksymalna krawędź płetwy ogonowej są ciemniejszej barwy niż reszta ciała. Na drugiej płetwie grzbietowej znajduje się czarna plamka, zajmująca powierzchnie prawie całej płetwy, niekiedy rozciągająca się aż po grzbiet rekina. Na bokach ciała występują często duże jasne plamki. Dorosłe C. sealei osiągają maksymalnie 85–90 cm, choć istnieją niepewne doniesienia o osobnikach metrowej długości.

## Biologia i ekologia
Główny składnik diety C. sealei stanowią małe ryby kostnoszkieletowe (w tym pławikoniki). Rzadziej odżywia się głowonogami (kałamarnicami i dziesięciornicami), skorupiakami (krewetkami) i ślimakami morskimi. Wśród pasożytów tego gatunku wyróżnia się widłonogi (Perissopus dentatus i Pseudopandarus longus) oraz tasiemce z rzędu Trypanorhyncha (Otobothrium carcharidis). Larwy tasiemców bytują się w skorupiakach i rybach. Po zjedzeniu ich przez rekina tasiemiec rozwija się w formę dorosłą. Trypanorhyncha bytują w górnych fragmentach jelita. Widłonogi zagnieżdżają się w okolicach skrzeli oraz w jamie ustnej rekina.
Podobnie jak inne żarłaczowate jest żyworodny. Kopulacja odbywa się za pomocą pterygopodium, narządu wykształconego z dystalnych fragmentów płetw brzusznych samca. Samice posiadają jeden funkcjonalny jajnik oraz dwie macice. Embriony w ciele matki zużywają zapasy żółtka z pęcherzyka żółtkowego, który później łączy się ze ścianą macicy, tworząc tzw. łożysko żółtkowe, dzięki któremu dostarczane jest pożywienie z organizmu matki. Po trwającej 9 miesięcy ciąży samice rodzą od 1 do 2 młodych. Samice zachodzą w ciążę często co rok. Nowonarodzone młode mierzą 32–37 cm długości. Samce osiągają dojrzałość płciową przy długości 70 cm, a samice po osiągnięciu 80 cm. W przypadku obu płci trwa to około roku. Rekin ten może żyć 5 lat lub więcej.

## Rybołówstwo i ochrona
Rekin ten z uwagi na niewielkie rozmiary uważany jest za niegroźnego dla ludzi. Poławiany jest za pomocą takli i sieci skrzelowych na wszystkich obszarach występowania na potrzeby przemysłu, jak i przez miejscowych rybaków. Czasami znajdowany jako przyłów. Płetwy nie mają większego znaczenia ekonomicznego. Mięso sprzedawane jest na lokalnych rynkach i spożywane. Brak danych na temat wielkości i stanu populacji tego gatunku, choć uważa się, że jego liczebność spada. Z powodu intensywnych połowów oraz z uwagi na możliwość przełowienia Międzynarodowa Unia Ochrony Przyrody (IUCN) uznała C. sealei za gatunek bliski zagrożenia i wpisała do Czerwonej księgi gatunków zagrożonych.